# Љубиша Брковић
Љубиша Брковић (1943) нишки уметник је старије генерације, који је по завршетку Академије примењених уметности у Београду ступио на ликовну сцену Србије прво као индустријски дизајнер, а касније као галерист и Слободни уметник. Члан је УЛУПУДС-а и Нишког графичког круга. До сада је излагао не више колективник и тринаест самосталних изложби у земљи и иностранству. Поред сликарства бавио се дизајном и галеријским пословима, у сопственој галерији „Арс“ у Нишу.

## Живот и каријера
Рођена је 25. фебруара 1943. године у Нишу. Осмогодишње и средње школовање завршио је у Нишу. Дипломирао је 1971. године на Академији примењених уметности у Београду.
Након дипломирања, Брковић је као индустријски дизајнер, једно време радио у фабрици алуминијумских конструкција „Ђуро Салај“ (касније „Нисал“) у Нишу. Од 1986. до 1992. радио је као галерист и власник галерије „Арс“ у Нишу.
Прву самосталну изложбу слика имао је у Галерија дома ЈНА-а Нишу 1972. године.
Љубиша Брковић је члан УЛУПДС-а од ? и Нишког графичког круга. Од 1993. живи и ствара у Нишу, са статусом слободног уметника.

## Уметнички рад
Љубиша Брковић је започевши свој рад као графички дизајнер у фабрици „Ђуро Салај“ (касније „Нисал“) у Нишу прошао кроз богат стваралачки пут испуњен занимљивим графичким и ликовним експериментима. Почев од класичних графичких решења везаних за плакат, грб...„уз помоћ чистих геометризовних облика, сведеним, јасним језиком Љубиша је решавао све захтеве савременог графичког дизајна“.
После фазе са наглашеном геометријом Љубиша Брковић улази у фазу чистих беспредметних, ликовних композиција у којима доминира снажан, експресиван гест у контрастима светлих боја.
Паралелно са овим истраживањима Љубиша Брковић је радио и циклус прича о старом Нишу и његовим нишким друговима и савременицима, реализујући серију графичких листова посвећених карактеристичним деловима града и личностима о којима је причао Стеван Сремац или онима који памте Стевана Синђелића.
| „ | Тако је још пре две деценије Љубиша Брковић, као добар земљомер..на својим сликама…поделио нишку варош на махале или контрадине, утврдио им границе, те се од тада зна у ком делу кукуричу црвени петлови, ко продаје шећер у Шећер-мали или ко у Палилули сме да запали лулу. | ” |

- Пилот
- Скулптура

Временом његов ликовни језик се ослободио из оквира графичког дизајна чистим сликарским сегментима у којима доминирају живе, немирне линије, слободан гест и светао колорит. У серији асоцијативних пејзажа из овог периода, наглешена је црна експресивна линија као и разигран, ритмичан потез који доприноси стварању лепршаве лирске атмосфере.
Крајем 2000. године Љубишу Брковића опседа феномен летења. У том периоду његови мотиви су стари двокрилни авиони и митолошка фигура Икара као вечитог симбола лета, која се појављује у низу Љубишиних колажираних слика и сериграфија.
| „ | Негујући чисте ликовне односе у складној хармонији облика и боја Љубиша Брковић тежи потпуној слободи и аутентичном изразу. У најновијем циклусу сериграфија враћа се геометријској апстракцији, али на сасвим нов, софистициран начин одмереним ликовним односима. Наглашавајући структуру графичког листа употребљава често суви жиг, или пак ствара геометријске перфорације на папиру у виду правилних кругова и линија. Поседујући снажно креативно надахнуће Брковић открива увек свеже и маштовите могућности доводећи у складну равнотежу ликовне и дизајнерске елементе. Његово дело у целини испуњено је снажном стваралачком енергијом која траје испољавајући позитиван став према уметности и животу уопште. | ” |

У 2014. и 2015. години Љубиша Брковића опседнут је феномен духовности. Ова фаза уметниковог стваралаштва карактише се мотивима стари светогорски зидина прелепих манастирских комплекса, њиховог окружења и њених житеља. У свом светогорском путодељу (како је тај пут назвао један од учесника са заједничког путовања), није било лако уметнику да скоро фотографски забележи богату визуелну сцену монашке државе.
Како би достигао савршенство ликовног израза Брковић је озбиљнијем раду приону тек, након више пута поновљених ходочашћа Светој гори, и темељне духовне припреме. Тако акумулирану духовну снагу Љибиша је преточи у предивне цртеже, поуке и благовести, које он преноси млађима како ваља радити свети посао уметника.

## Ликовне колоније
- 1996. Колонија духа „Соколов камен“ Сува планина
- 1997. Колонија духа „Соколов камен“ Сува планина
- 2006. Ликовна колонија Сићево
- 2010. Ликовна колонија „Поганово“

- Бели конак-Поганово
- Сопоћани. 1993

- 2016. Колонија акварела Зубин Поток, Косово и Метохија
- 2017. Графичка радионица Сићево, Ниш
- 2017. Колонија акварела Зубин Поток, Косово и Метохија

## Награде и признања
- 1985. Прва награда на Југословенском конкурсу за дизајн Фабрике Дувана Ниш
- 1996. Награда „Мали печат“ за графику Нишког Графичког Круга
- 1998. Награда „Мали печат“ за графику Нишког Графичког Круга
- 2007. Награда за плакат УЛУПУДС-а региона Ниш.
- 2008. Награда „Сопоћанска виђења“ за графику - Тузла (БиХ)

- 2013, Трећа награда за Најбољег графичара на 7. изложби „ЕКС-ЈУ графика“, Београд
- 2014, Прва, Главна награда на конкурсу 5. међународног бијенала „Екс-либрис“, Панчево.

## Самосталне изложбе
| Година | У земљи | Година | У иностранству                                                                 |
| ------ | --- | ------ | ------------------------------------------------------------------------------ |
| 1972.  | - Ниш, Дом Војске, изложба слика |        |                                                                                |
| 1983.  | - Ниш (Галерија Дома омладине), графике - Лесковац (Градска галерија), графике - Нови Сад (Галерија Дома ЈНА), графике                                                                                   |        |                                                                                |
|        | | 1984.  | - Марибор, Словенија, Градска галерија, графике                                |
| 1985.  | - Ниш, Галерија Дома омладине, графике и цртежи. |        |                                                                                |
| 1994.  | - Ужице, Градска галерија, цртежи. |        |                                                                                |
| 1997.  | - Ниш Галерија „Стеван Сремац“, изложба графика „Дежа ви“. |        |                                                                                |
| 1999.  | - Ниш ГСЛУ Ниш, Павиљон у Тврђави. |        |                                                                                |
| 2000.  | - Ниш, Галерија НКЦ, изложба Нишке мале графике |        |                                                                                |
| 2001.  | - Ниш, ГСЛУ Ниш, Галерија „Србија“, ретроспективна изложба „30 година уметничког рада“, слике, графике, цртежи, графички дизајн                                                                          |        |                                                                                |
| 2002.  | - Прокупље, Галерија „Божа Илић“, изложба графике - Пирот, Галерија „Чеда Костић“, графике |        |                                                                                |
| 2006.  | - Ниш, Галерија НКЦ, изложба „35 година уметничког рада“ слике, графике, цртежи и скулптуре. - Земун, Галерија „Икар“, изложба „35 година уметничког рада“ слике, графике, цртежи и скулптуре.           |        |                                                                                |
| 2011.  | - Ниш, ГСЛУ Ниш, „Салон 77“, ретроспективна изложба „40 година уметничког рада“, графике. |        |                                                                                |
| 2013.  | - Ниш, Галерија „Арт55“, „Моји пријатељи“, графике. |        |                                                                                |
| 2015.  | - Ниш, Галерија „Вечни тркач“, „Цртежи из књиге са Свете горе “ |        |                                                                                |
|        | | 2016.  | - Торонто, Канада, Галарија Српске академије у Торонту, „Цртежи са Свете Горе” |
| 2017.  | - Косовска Митровица , СКЦ Цртежи са Свете Горе - Зубин Поток, Дом културе, Цртежи са Свете Горе |        |                                                                                |
| 2021.  | - Ниш, Галерија „Арт55“,Четири годишња доба, заједно са фотографом документатором Зораном Кикијем Радосављевићем. - Ниш, ГСЛУ Ниш, Павиљон у Тврђави, Печат мог времена, Педесет година уметничког рада. |        |                                                                                |

## Колективне изложбе
| Година | У земљи | Година | У иностранству |
| ------ | --- | ------ | --- |
| 1973.  | - Ниш, „Примењена уметност“ |        | |
| 1974.  | - Београд, „Мајски салон“ Примењене уметности Србије |        | |
| 1975.  | - Београд, Седми мајски салон - Београд, Октобарски салон |        | |
| 1976.  | - Ниш, „Примењена уметност“ |        | |
| 1977.  | - Ниш, Годишња изложба УЛУПУДС-а - Ниш |        | |
| 1978.  | - Ниш, Годишња изложба УЛУПУДС-а - Ниш |        | |
| 1979.  | - Ниш, Годишња изложба УЛУПУДС-а - Ниш |        | |
| 1980.  | - Ниш, Годишња изложба УЛУПУДС-а - Ниш |        | |
| 1982.  | - Ниш, Годишња изложба УЛУПУДС-а региона Ниш |        | |
| 1992.  | - Горњи Милановац, Друго Међународно бијенале минијатуре - Ниш, Прва изложба, „Нишки цртеж“, Павиљон у Тврђави. |        | |
| 1994.  | - Горњи Милановац, Треће Међународно бијенале минијатура. - Ниш, Пролећна изложба УЛУС-а, - Ниш, „Нишки цртеж“ - Ниш „Нишки цртеж“ Нишки графички круг, галерија „Рам Арт“ |        | |
| 1995.  | - Београд „ЕКС ЛИБРИС“ Београд. - Београд „Златно перо“ Београд. - Ниш, „Нишки цртеж“. |        | |
| 1996.  | - Ниш, „Нишки цртеж“ - Ниш, Нишки графички круг, Галерија „Култ“ | 1996.  | - Торонто, Канада, Арт салон „Delbello gallery“. - Балчик, Бугарска, Изложба Југословенска графика „Пространство“                                                                  |
| 1997.  | - Ниш, „Нишки цртеж“ - Ниђ, Изложба колоније „Соколов камен“ - Галерија „Србија“ | 1997.  | - Софија, Бугарска, „Са нишким Графичким Кругом“ - Велико Трново, Бугарска. Нишки графички круг. - Пловдив, Бугарска, Нишки графички круг. - Торонто, Канада, Нишки графички круг. |
| 1998.  | - Ниш, 20 година УЛУПУДС-а региона Ниш - Ниш, „Нишки цртеж“ - Ниш, Изложба колоније „Соколов камен“ - Павиљон у Тврђави. - Ниш, Нишки графички круг, Галерија „Култура“ |        | |
| 1999.  | - Ниш, „Нишки цртеж“ - Бдеоград, Београдска изложба мале графике, Галерија „Графичког колектива“. |        | |
| 2000.  | - Горњи Милановац, Шесто Међународно бијенале минијатура. - Ниш, „Нишки цртеж“ - Ниш, Изложба „Кабинет графика“, Библиотеке „Стеван Сремац“ - Галерија „Србија“. |        | |
| 2001.  | - Београд, Мајска изложба графике, галерија ГК-Београд. - Београд, Савремено сликарство Ниша, Павиљон „Цвијета Зузорић“ - Ниш, „Нишки цртеж“ - Пирот, Мала графика НГК, Галерија „Чеда Крстић“. | 2001.  | - Софија, Бугарска, Треће Међународно Бијенале графике. - Варна, Бугарска, Бијенале графике                                                                                        |
| 2002.  | - Ниш, „Нишки цртеж“ - Краљево, Други Новембарски салон - Галерија „Маржар“ | 2002.  | - Солун (Грчка), Први Интербалкан минијатуре арт - Софија, Галерија „Astry“, српски графичари.                                                                                     |
| 2003.  | - Горњи Милановац, Седмо међународно бијенале минијатура. - Ниш, „Нишки цртеж“. - Лесковац, Видовдански салон ликовних уметника јужне Србије. | 2003.  | - Варна (Бугарска), 12. Бијенале графике |
| 2004.  | - Ниш, Изложба графика (Ниш-Софија-Скопље) галерија „Србија“ - Ниш, Збирка ликовних уметника ГСЛУ Ниш. - Ниш, „Нишки цртеж“ | 2004.  | - Софија (Бугарска), Четврто међународно тријенале графике. - Стара Загора, Бугарска, „Балканско квадриале живописа“                                                               |
| 2005.  | - Ниш, „Нишки цртеж“ | 2005.  | - Софија, Бугарска, Изложба графика (Ниш-Софија-Скопље), галерија „Сибанк“ |
| 2006.  | - Ниш, Годишња изложба УЛУПУДС-а Ниш, - Ниш, „Нишки цртеж“, - Ниш, Аукција ускршњих јаја, Народни музеј Ниш. - Ниш, Изложба посвећена колеги Марјановићу, Павиљон у Тврђави | 2005.  | - Варна, Бугарска, 13. бијенале графике. - Софија, Бугарска, Мала графика НГК - Галерија „Снежана“. - Пловдив, Бугарсска, Изложба графика, Галерија „Дисонанс” и Мексичко искуство |
| 2007.  | - Ниш, Изложба учесника колоније „Сићево 2006“ - Ниш, „Нишки цртеж“, ГСЛУ Ниш, Галерија „Србија“ - Ниш, Годишња изложба УЛУПУД, Галерија „Србија“ | 2007.  | - Варна, Бугарска, 15. Бијенале графике - Софија, Бугарска, 5. Тријенале графике                                                                                                   |
| 2008.  | - Ниш, Поклон Фонду галерије савремене ликовне уметности Ниш 1998-2008. - Ниш, „Нишки цртеж“. - Ниш, Нишки графички круг, 14. изложба „Мале графике“, галерија „Вечити тркач“. |        | - Тузла, БиХ, Интернационално бијенале портрета, цртежа и графике. |
| 2009.  | - Ниш, „Нишки цртеж“ | 2009.  | - Варна, Бугарска, 15. бијенале графике |
| 2010   | - Ниш, „Нишки цртеж“, галерија „Србија“ - Ниш, Изложба УЛУС-а Нишки графички круг. - Ниш, „Нишки графички круг“. - Ниш, 16. изложба мале графике - Ниш, Изложба Paul Celan „Фуга смрти“ - Ћуприја, Изложба Paul Celan „Фуга смрти“ - Књажевац, Изложба Paul Celan „Фуга смрти“ - Бор, Изложба Paul Celan „Фуга смрти“ - Ниш, Изложба поводом „40 година ГСЛУ Ниш“ | 2010   | - Софија, Бугарска, Шесто тријенале графике. |
| 2011   | - Димитровград, Изложба учесника колоније „Поганово 2010“ - Ниш, Изложба учесника колоније „Поганово 2010“ - Ниш, Нишки графички круг, „16. изложба мале графике“ - Ниш, Годишња изложба УЛУПУДС-а Ниш. - Ниш, „Нишки цртеж“, Галерија „Србија“ - Ниш, Годишња изложба УЛУС-а, Јужне Србије - Ниш, Изложба посвећена 50-годишњици смрти Бранка Миљковића.         | 2011   | - Смољен, Бугарска, „Нишки графичари“. - Варна, Бугарска, 16. бијенале графике. |
| 2012   | - Ниш, Прво међународно бијенале мале графике, Павиљон у Тврђави - Ниш, „Нишки цртеж“, Галерија „Србија“, Ниш - Ниш, „Инспирација Пикасо“, Галерија Синагога - Књажевац, „Инспирација Пикасо“. - Бор, „Инспирација Пикасо“. |        | |
| 2013   | - Ниш, „Нишки цртеж“, Галерија „Србија“, Ниш - Ниш, „Хаил Кунст“, Галерија Синагога, Ниш - Ниш, изложба УЛУПУДС-a, Галерија „Србија“. - Ниш, „Српски пејзаж“, галерија Нишког културног центра. - Алексинац, „Српски пејзаж“ - Београд, „Златно перо Београда“, Павиљон „Цвијета Зузорић“ - Београд, VII „EX-YU графика“, галерија СКЦ, Нови Београд              | 2013   | - Гуанлан, Кина, Интернационално Принт бијенале, - Варна, Бугарска, 17. бијенале графике.                                                                                          |
| 2014   | - Ниш, Изложба ликовних уметника Ниша, галерија „Србија“ - Београд, „Златно перо Беогреда“ - Београд, 36 награђених графика на 7. „EX-YU“ конкурсу за графику, Продајна галерија Београда - Нови Сад, Изложба „7. EX-YU“, галерија „Ратка Мамузића“. - Ниш, Изложба „Нишки цртеж“. - Ниш, Изложба „Мала графика“ (у поводу 20. годишњице НГК)                     | 2014   | - Софија, Бугарска –„ 7. међународно тријенале графике“ |
| 2015.  | - Ниш, Галерија „Србија”, Изложба „Нишки цртеж” - Ниш, Галеија „Србија”, Изложбе „Чланови УЛУПУДУСА-а Ниш” | 2015.  | - Варна Бугарска,18. Бијенале графика |
| 2016.  | - Ниш, Галерија СЛУ, павиљон у тврђави, Изложба „Мој музеј-мој град” | 2016.  | - Швајцарска, Изложба „14 х графика Ниш (Србија) - Oberwallis (Швајцарска)” - Боливија, „Preson MX-43 Motivos”                                                                     |
| 2017.  | - Ниш, ГСЛУ, павиљон у тврђави, Изложба УЛУПУДУС-а нишког региона - Ниш, ГСЛУ, павиљон у тврђави, „Мој музеј — мој град”. - Зубин Поток, Изложба акварела „Газиводе 2016”. - Београд, Галерија „Хаос”, „EX—YU графика” награђени радови (10 година). | 2017.  | - Бугарска, „Artcenter” Bankya, Нишки графички круг |